# Morris (Minnesota)
Morris é uma cidade localizada no estado americano de Minnesota, no Condado de Stevens.

## Demografia
Segundo o censo americano de 2000, a sua população era de 5068 habitantes.
Em 2006, foi estimada uma população de 5072, um aumento de 4 (0.1%).

## Geografia
De acordo com o United States Census Bureau tem uma área de
11,8 km², dos quais 11,1 km² cobertos por terra e 0,7 km² cobertos por água. Morris localiza-se a aproximadamente 343 m acima do nível do mar.

## Localidades na vizinhança
O diagrama seguinte representa as localidades num raio de 24 km ao redor de Morris.